# Rândunica lui Chapman
Rândunica lui Chapman (Orochelidon flavipes) este o specie de pasăre din familia Hirundinidae. Se găsește în nordul Anzilor, din Venezuela până în Bolivia. Este o specie monotipică.
Habitatul său natural sunt pădurile montane umede subtropicale sau tropicale. De obicei sunt văzute în stoluri mici, ocazional cu rândunica alb-albastru.